# MUレーダー

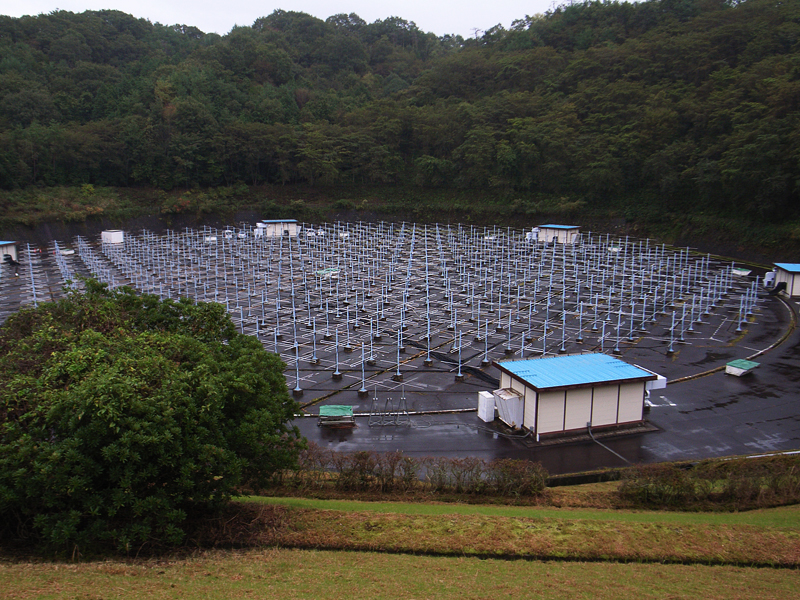
MUレーダー（2011年撮影）

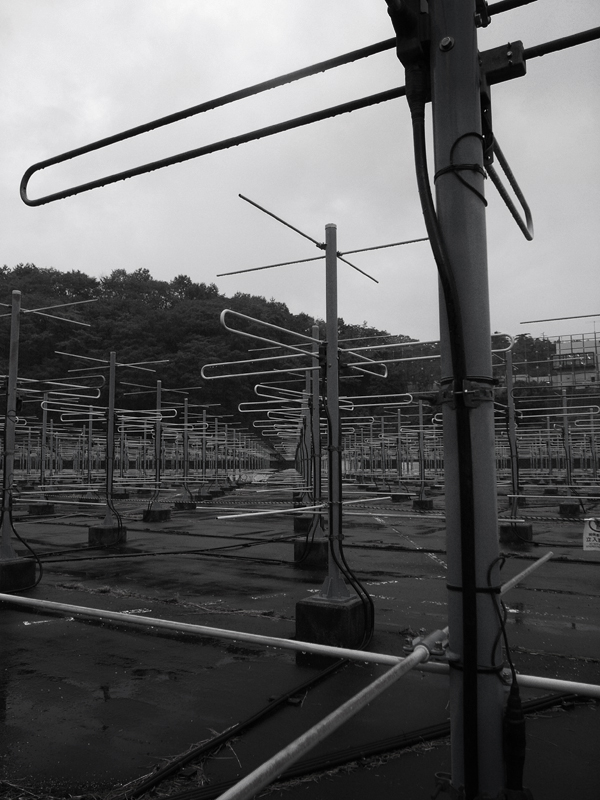
MUレーダーのアンテナ（2011年撮影）

MUレーダー（ミューレーダー）は、滋賀県甲賀市にある京都大学生存圏研究所「信楽MU観測所」に設置された大気観測用大型レーダーである。

## 概要
1984年、人類の生存圏と密接に関連する地球の大気現象の解明を目指して、滋賀県甲賀市信楽町神山に京都大学生存圏研究所の信楽MU観測所が完成。
世界有数の大気観測拠点の中核を担うMUレーダーは、Middle and Upper Atmosphere Radarの略で、その名の通り、中層大気（Middle Atmopshere）と超高層大気（Upper Atmosphere）を観測するため、京都大学生存圏研究所と三菱電機株式会社が共同研究・開発をして完成した。
アンテナ475本（直径103 m）、出力1 MWのアクティブ・フェーズドアレイ・アンテナ方式を用いた世界初の大規模大気レーダーにより、従来は困難であった、高度2 kmの対流圏から、高度500 kmの超高層大気(熱圏・電離圏)までの大気の動きをリアルタイムに観測することができるようになった。
本レーダーは共同利用施設として全国の大学・研究機関の研究者へ開放され、超高層物理学、気象学、天文学、電気・電子工学、宇宙物理学など広範な分野で多くの成果をあげており、現在も地球大気変動の解明に貢献している。本レーダーの成功により、世界各地でアクティブ・フェーズドアレイ・アンテナ方式の大気観測用大型レーダーが使用されるようになった。
2014年12月23日、本レーダーによって連続的で柔軟な大気観測が可能となり、大気科学、レーダー技術の発展に大きく貢献したことから、電気電子情報通信分野の世界最大の学会IEEEのマイルストーンに最終承認され、2015年5月13日に贈呈式が行われた。
MUレーダーを基礎とした開発は進められ、高度5 kmまでの風ベクトルの観測が可能な「下部対流圏レーダ」が完成した他、赤道直下の大気観測のための研究開発が進んでいる。

## 諸元
| 項目       | 内容                            |
| ---------- | ------------------------------- |
| 位置       | 滋賀県甲賀市信楽町神山          |
| 中心周波数 | 46.5 MHz                        |
| 周波数帯域 | 3.5 MHz（1.65 MHz：2003年まで） |
| アンテナ   | 直交八木アンテナ475本           |
| 構造       | 直径103 m円形アレイ             |
| 機能       | 電子ビーム方向走査              |
| ビーム幅   | 3.6°（半値全幅）                |
| 送信出力   | 1 MW（尖頭電力）                |

## 信楽MU観測所
以下の装置のほか、共同利用研究のための機器が持ち込まれ、大気観測の一大拠点となっている。
観測装置
- MUレーダー装置
- 電離層観測装置
- ラジオゾンデ
- 下部熱圏プロファイラーレーダー
- レイリーラマンライダー
- 二周波レーダー装置
- 境界層レーダー装置
- RASS
- 降雨強度計
- 気象衛星受信装置

所在地
〒529-1812 滋賀県甲賀市信楽町神山2746